# Claudio Donoso
Claudio Donoso Zegers (Santiago, 27 de junio de 1933-Valdivia, 21 de marzo de 2021) fue un ingeniero forestal chileno, docente y profesor emérito de la Universidad Austral de Chile, en la ciudad de Valdivia, y Master of Science de la Universidad de California (EE. UU.).

## Vida
Fue hijo de Jorge Donoso Novoa y de Elsa Zegers Combett, siendo el mayor de dos hermanos. Estudió en el Instituto Nacional. Posteriormente, estuvo once años como Oficial de Caballería del Ejército de Chile.
Ingreso en 1965 hasta 1969 a la Facultad de Ciencias Forestales de la Universidad de Chile, títulandose de Ingeniero Forestal.
Entre 1974 a 1975 fue alumno de la Universidad de California, Berkeley, en Estados Unidos obteniendo el título de Master of Science.

## Importancia
Donoso fue uno de los primeros en definir los diferentes tipos de bosques de Chile cuando publicó el libro Tipos forestales de los bosques nativos de Chile en cooperación con CONAF en 1981. Esta tipología se oficializó posteriormente por su uso en el derecho chileno. De 1980 a 1981 fue coeditor de la revista científica forestal titulada Bosque, publicada por la Universidad Austral de Chile.
De especial significancia fue su perseverante trabajo de apoyo técnico y promoción de la aprobación de la Ley N° 20283 sobre Recuperación del Bosque Nativo y Fomento Forestal. Para fortalecer la opinión con base técnica en el ámbito de la política sectorial y comunicar esto a la sociedad, contribuyó a la creación y desarrollo de la Agrupación de Ingenieros Forestales por el Bosque Nativo (AIFBN), en la cual demostró su liderazgo, convicción y solidez de sus fundamentos, por lo que fue elegido como miembro del Directorio en varias oportunidades y fue reconocido como su Presidente Emérito, porque su opinión es escuchada como la del más conocedor del bosque nativo.
Otros de sus aportes más destacados en las ciencias de los bosques nativos están los estudios precursores de genecología del género Nothofagus en Chile, donde una contribución relevante fue demostrar que N. leonii (Huala) es un híbrido entre N. glauca y N. obliqua. También fue pionero en mostrar la importancia científica y valor de conservación de los bosques del género Nothofagus de la zona mediterránea de Chile, hoy reconocida como una de las de mayor biodiversidad biológica, con especies restringidas solo a ese territorio del planeta.
Se jubiló en el año 2000 convirtiéndose en profesor emérito, de dicha casa de estudios.

## Libros
Algunos lo conocían como el “hombre de los libros”, por su vasta creación literaria referente al bosque nativo, otros, como el mentor pionero de la ecología forestal en Chile.
- 1974: Dendrología. Árboles y arbustos chilenos. Universidad de Chile. Facultad de Ciencias Forestales.
- 1975: Distribución ecológica de las especies de Nothofagus en la zona mesomórfica. Universidad de Chile. Facultad de Ciencias Forestales.
- 1975: Variabilidad de las poblaciones de Nothofagus obliqua (Mirb) Oerst. en su área de distribución geográfica. Santiago, Chile: Universidad de Chile. Facultad de Ciencias Forestales.
- 1976: Nothofagus leoni: hibridación e introgresión en poblaciones de Nothofagus obliqua y Nothofagus glauca. Landrum, Leslie. Universidad de Chile. Facultad de Ciencias Forestales.
- 1976: Viveros: donde nacen los bosques. Cabello Lechuga, A. Santiago, Chile: CONAF.
- 1978: La silvicultura de Nothofagus en Chile. Universidad de California. Departamento de Selvicultura y Conservación.
- 1978: Relaciones vegetación-altitud y exposición en la formación forestal Bosque Andino Abierto en el área de Bullileo. Santiago, Chile: Universidad de Chile. Facultad de Ciencias Forestales.
- 1981: Tipos forestales de los bosques nativos de Chile. Santiago, Chile: Proyecto CONAF/PNUD/FAO.
- Donoso, Claudio (1981). Ecología Forestal. El Bosque y su medio ambiente. Editorial Universitaria. ISBN 9561119714.

- 1983: Árboles nativos de Chile. Guía de reconocimiento. Editorial Alborada.
- 1983: Arbustos nativos de Chile. Guía de reconocimiento. Donoso Zegers, Claudio; Ramírez García, Carlos (CONAF : Universidad Austral de Chile : Editorial Alborada)
- 1987: La situación del bosque de coihue, raulí y roble en la reserva forestal, Parque Nacional Lanin, República Argentina. Santiago, Chile: FAO : PNUMA.
- 1988: Los renovales de Chile. Corporación de la Madera.
- 1990: Ecología forestal. El bosque y su medio ambiente. Segunda edición. Editorial Universitaria.
- 1993: Bosques templados de Chile y Argentina. Variación, estructura y dinámica. Ecología forestal. Editorial Universitaria.
- 1999: Lara Aguilar, A. (Ed.) Silvicultura de los bosques nativos de Chile. Santiago, Chile: Editorial Universitaria.
- 2002: Investigación en bosques nativos de Chile 1982 - 2002. Universidad Austral de Chile : CONAF.
- Donoso, Claudio (2004). Variación Intraespecífica en las especies arbóreas de los bosques Templados de Chile y Argentina. Editorial Universitaria. ISBN 9561117029.
- Donoso, Claudio (2005). Árboles nativos de Chile. Guía de reconocimiento. Valdivia: Marisa Cuneo Ediciones. ISBN 956-7173-25-7.
- 2006: Las especies arbóreas de los bosques templados de Chile y Argentina: autoecología . Marisa Cuneo, ediciones.
- 2012: Una mirada a nuestros bosques nativos y su defensa. Marisa Cuneo, ediciones. Santiago, Chile.
- 2015: Estructura y dinámica de los bosques del cono sur de América. Oterra.

## Premios y reconocimientos
- 1994: Reconocimiento de CONAF y Ministerio de Agricultura por labor desarrollada por el Bosque Nativo.
- 1999: Premio Luis Oyarzún, de la Universidad Austral de Chile,  por su contribución científica para el conocimiento profundo de los bosques nativos de Chile y su personal compromiso en la protección de los mismos.
- 2000: La Universidad Austral de Chile lo nombró Profesor Emérito.
- 2002: El Colegio de Ingenieros Forestales de la Región de Los Lagos lo premió por su excelencia y aporte al conocimiento de los bosques nativos.
- 2007: Reconocimiento a la Trayectoria por parte del Colegio de Ingenieros Forestales de Chile.
- 2009: La Universidad Católica de Temuco, lo premia por su destacada trayectoria académica y como experto en el desarrollo sostenible del bosque nativo.
- 2017: Distinguido con la “Medalla 2 de octubre” en la categoría ciencia e innovación, por su aporte a la conservación del bosque nativo de la Región de Los Ríos.[5]
- 2020: Placa recordatoria en Alerce o Lahual (Fitzroya cupressoides), con la inscripción: "Este árbol fue plantado en 1998 por el Profesor Emérito Claudio Donoso Zegers, destacado maestro de ecología y silvicultura de bosques nativos, en el marco del reconocimiento que el otorgó el Instituto de Silvicultura. Valdivia, Noviembre de 2020".[6]
- 2022: En el predio Pumillahue de Conaf en la comuna de Mariquina, se encuentra un bosque siempreverde prístino, sector que fue bautizado con el nombre de "Bosque Claudio Donoso Zegers".[7]
- 2022: Banca conmemorativa[8] en homenaje a Claudio Donoso Zegers, ubicada en el Jardín Botánico de la Universidad Austral de Chile (UACh), iniciativa de parte de los socios de AIFBN. La banca cuenta con una placa, y dos códigos QR: el primero dirigirá a la biografía de Claudio Donoso y el segundo contiene información de las cinco especies madereras que conforman la banca.[9]´
- 2022: Premio Chileno de Ciencias Forestales. Premio póstumo otorgado por la Asamblea General de la Sociedad Chilena de Ciencias Forestales (SOCIFOR), en el marco del VIII Congreso Chileno de Ciencias Forestales. La distinción fue otorgada en reconocimiento a su inmenso aporte a la conservación del bosque nativo chileno y a su legado como formador y científico, siendo ganador en la primera versión.[10]

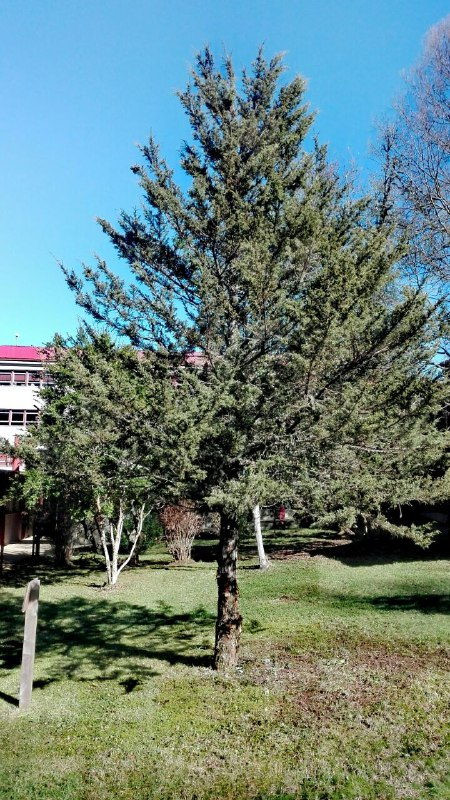
Lahual plantado por C. Donoso
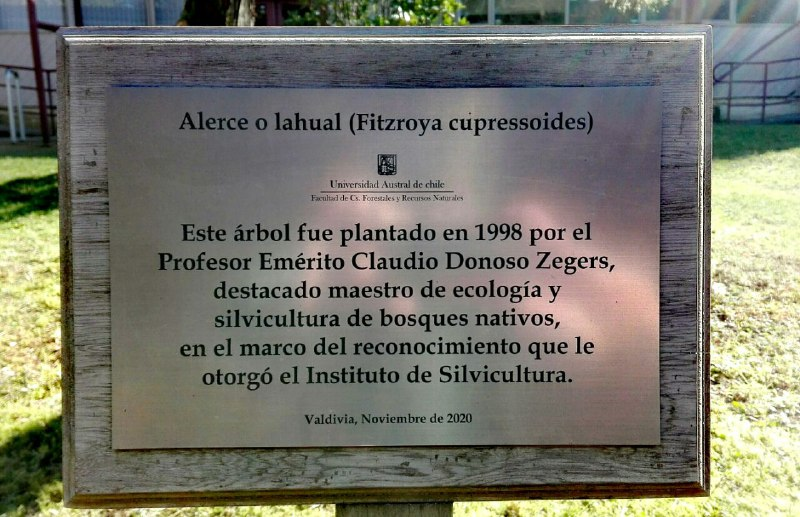
Placa en Lahual de Claudio Donoso
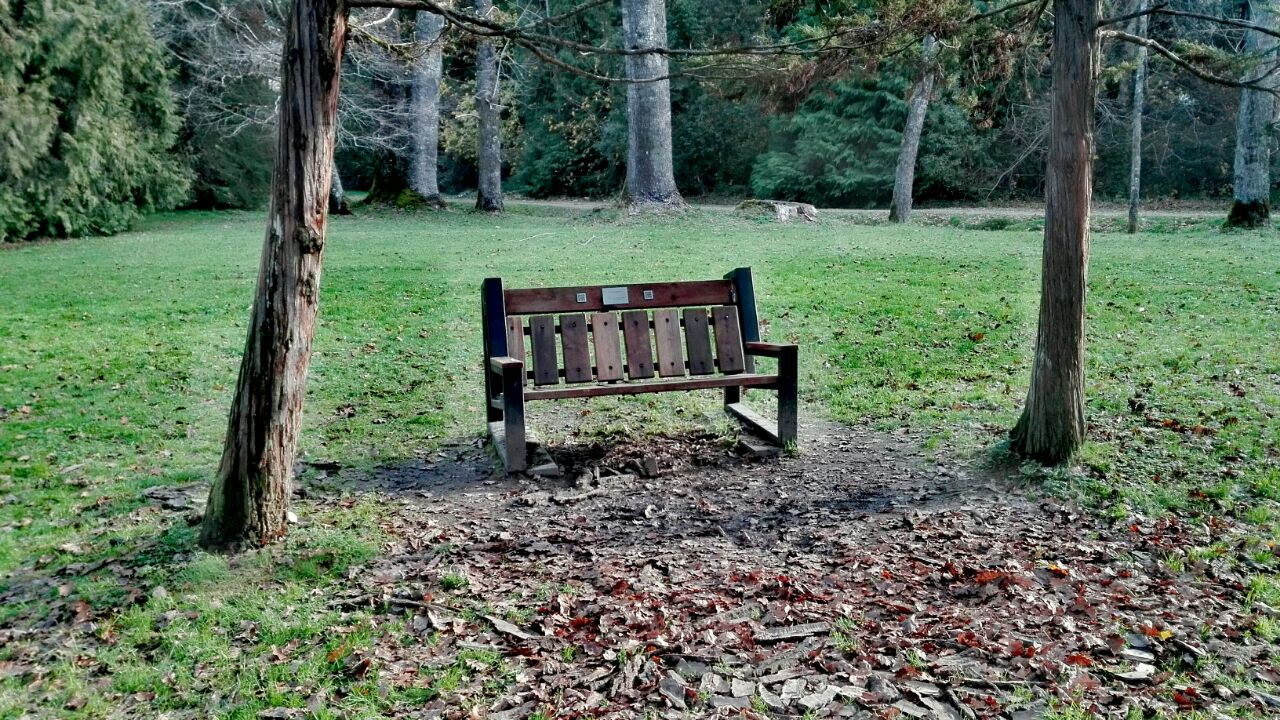
Banca Claudio Donoso Z.
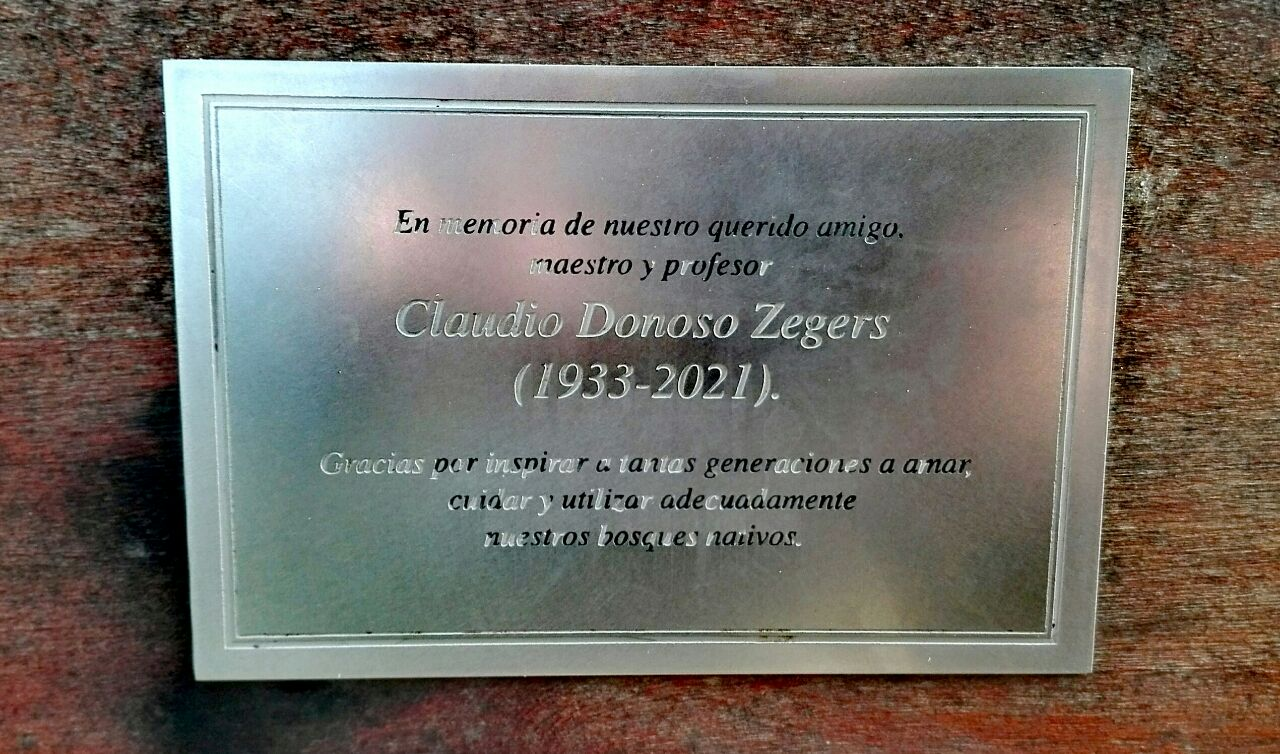
Placa en banca conmemorativa en homenaje a Claudio Donoso Zegers.
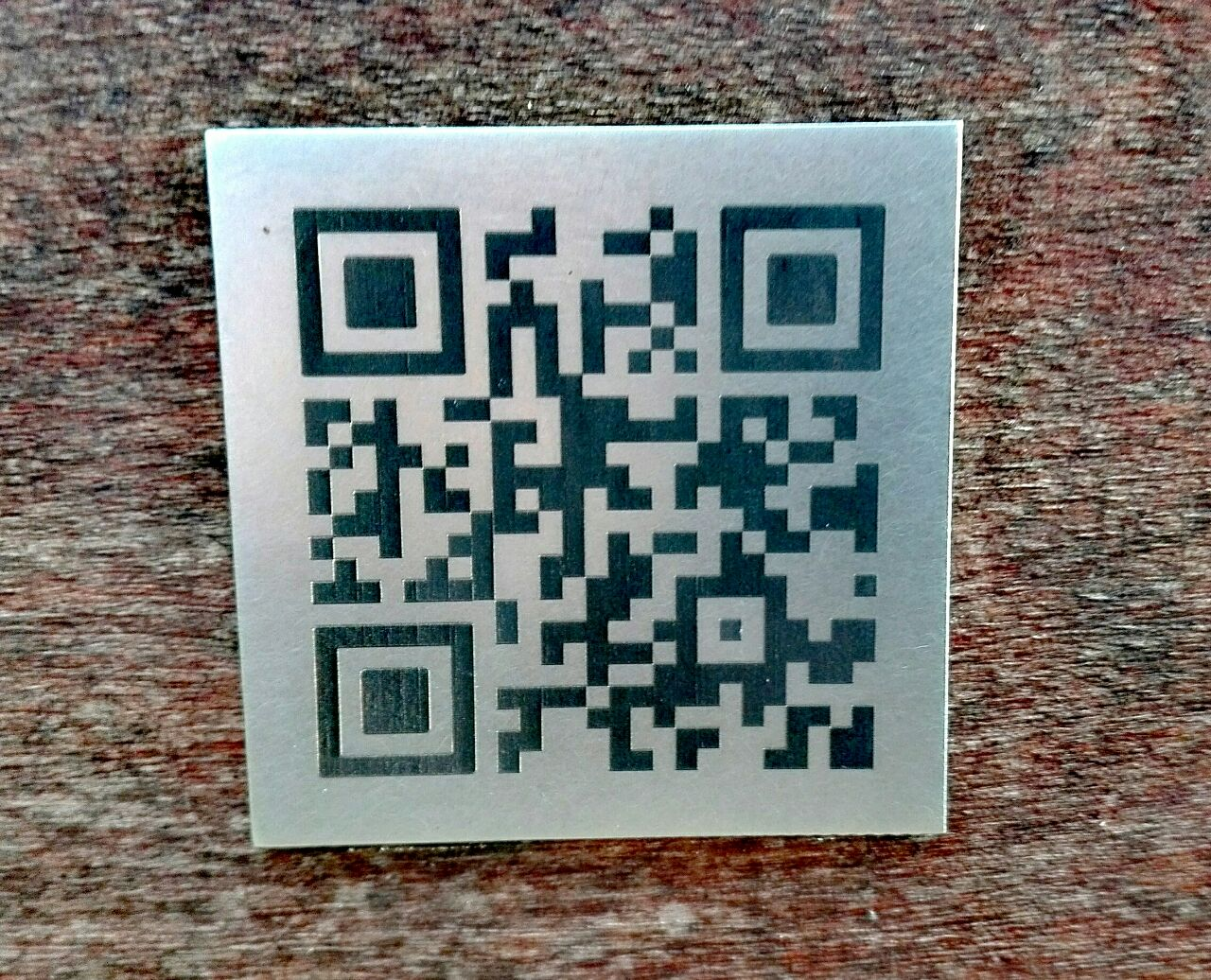
QR (derecha) en banca